# Olly
Federico Olivieri, conocido artísticamente como Olly (Génova, 5 de mayo de 2001), es un cantautor y rapero italiano. En 2025 fue el ganador de la 75.ª edición del Festival de la Canción de San Remo con la canción "Balorda nostalgia".

## Biografía

### Infancia y primeros años
Nacido en 2001 en Génova, es hijo de un abogado y de una magistrada. Posteriormente, la familia se instaló en el barrio de Foce. Durante su infancia y adolescencia, se inspiró musicalmente en varios artistas internacionales como Gufees, Post Malone, Young Thug y Roddy Ricch, e italianos como Marracash y Tedua. Apasionado por la música, decidió inscribirse en el Conservatorio Niccolò Paganini de su ciudad natal, donde estudió música y canto. También se licenció en Economía y Gestión Empresarial en la Universidad de Milán.
Su carrera musical comenzó en 2016, cuando formó el colectivo musical Madmut Branco, con el que lanzó su primer proyecto discográfico, Piacere mixtape. En 2017, lanzó su primer proyecto en solitario, el EP Namaste, en colaboración con el rapero Matsby, del que se extrajo el sencillo Chiara Ferragni, en colaboración con Alfa. Tras unos años de inactividad, durante los cuales se trasladó al Reino Unido para centrarse en sus estudios, en 2018 volvió a publicar música en Italia.
El 15 de junio de 2018 lanzó el EP CRY4U, seguido el 27 de septiembre por el sencillo Bla-Bla Car. Al año siguiente, en 2019, lanzó el sencillo Bevi y participó en la canción Black Room Posse, incluida en el álbum de los productores Eames y FJLO. En mayo, lanzó el sencillo Il primo amore, su primer éxito en solitario, que superó las 100 mil reproducciones en YouTube en una semana. El 30 de octubre de 2020, anunció el lanzamiento de Io sono, su tercer EP que contiene siete temas, del que se extrajeron los sencillos Mai e poi mai y Winston Blue, lanzado el 6 de noviembre siguiente.
En 2021, publicó en Instagram una reinterpretación de la canción La notte de Arisa. Esta versión alcanzó un éxito particular en la plataforma, tanto que posteriormente fue lanzada como sencillo, titulado La notte (RMX), en colaboración con la propia Arisa. En la primavera de ese mismo año, consiguió su primer contrato discográfico con el sello Aleph Records para Metatron, distribuido por Epic Records para Sony Music. En julio, fue nominado como artista del mes en el programa MTV New Generation con la canción Lego, lanzada el 28 de mayo.

### 2022-2023: Festival de San Remo 2023 yGira, il mondo gira
En 2022, después de actuar en el Festival Goa-Boa y abrir el concierto de Blanco en el Porto Antico de Génova, fue confirmado como uno de los doce artistas participantes de la decimosexta edición del concurso de canto Sanremo Giovani con la canción L'anima balla, quedando en segundo lugar y obteniendo así la oportunidad de participar en el Festival de San Remo 2023. Su cuarto EP, Il mondo gira, fue lanzado el 16 de diciembre.
En febrero de 2023, participó en el 73.º Festival de San Remo con la canción Polvere, terminando en el vigesimocuarto lugar al final del certamen musical. Posteriormente, Polvere fue certificado disco de platino por la Federación de la Industria Musical Italiana. El 10 de febrero, lanzó su primer álbum de estudio Gira, il mondo gira, que luego alcanzó la decimotercera posición en la lista de álbumes FIMI y fue certificado disco de oro por haber superado el umbral de 25 000 unidades vendidas. En abril, realizó su primera gira indoor, titulada Il mondo gira tour, tocando en Perugia, Roma y Milán. Tras agotar todas las entradas, inició su gira de verano recorriendo diversas ciudades de la península y continuando así su colaboración artística con su productor JVLI.

### 2023-presente:Tutta vitay Festival de San Remo 2025
El 3 de noviembre de 2023, lanzó su nuevo sencillo A squarciagola, presentado en directo en su única fecha de invierno en la Fabrique de Milán el 10 de diciembre siguiente. El 8 de marzo de 2024, lanzó la canción Devastante, la cual alcanzó la décima posición en el chart Top Singles y fue certificada triple platino por FIMI. En junio, colaboró con Emma y JVLI para el sencillo Ho voglia di te, que luego alcanzó la vigésima posición en las listas italianas y fue certificado disco de platino.
El 6 de septiembre, lanzó la canción Per due come noi, en colaboración con Angelina Mango y JVLI, que luego alcanzó la cima del hit parade y fue certificada doble platino. El 25 de octubre, lanzó su segundo LP Tutta vita, que contiene los sencillos A squarciagola, Devastante y Per due come noi. El álbum alcanzó entonces la primera posición en la lista de álbumes FIMI, posteriormente certificado disco de platino por haber superado el umbral de 50 000 unidades vendidas. La primera parte de la gira Lo rifarò, lo rifaremo tuvo lugar del 28 de noviembre al 22 de diciembre en clubes italianos y se agotaron las entradas. El 6 de diciembre, lanzó el sencillo Quei ricordi là como el cuarto sencillo del segundo álbum, más tarde certificado como disco de oro.
En febrero de 2025, participó por segunda vez en el 75.º Festival de San Remo con el inédito Balorda nostalgia, el segundo número uno del artista en el Top Singles. El 14 de febrero, durante la cuarta velada dedicada a las versiones, cantó a dúo con Goran Bregović y His Wedding and Funeral Orchestra cantando la canción Il pescatore de Fabrizio De André. Finalmente, el 15 de febrero, Olly ganó el festival.

## Controversias
En 2023, el cantante fue acusado de homofobia tras la circulación en redes sociales de un vídeo de un freestyle que realizó en 2019, a los dieciocho años, en el que utilizaba términos ofensivos hacia los homosexuales y asociaba a la comunidad LGBT con el sida. Más adelante, pidió perdón por sus palabras y eliminó el vídeo de internet.
El cantante también ha sido acusado de incitar a la violencia contra las mujeres a través de sus canciones, entre ellas Mai e poi mai, cuya letra dice Il giorno che la trovo o / La sposo o la ucciderò / Se non può stare qui, sicuro / Non la lascio a te (El día que la encuentre o / me caso con ella o la mato / Si no puede quedarse aquí, seguro / no te la dejo a ti). Tras el asesinato de Giulia Cecchettin, Olly cambió la letra a Il giorno che la trovo o / La sposo o la lascio andare / Se non può stare qui / Per me può far quel che le pare (El día que la encuentre / Me casaré con ella o la dejaré ir / Si no puede quedarse aquí / Por mí puede hacer lo que quiera) durante el concierto celebrado en el club Fabrique de Milán. En una entrevista con Corriere della Sera, el rapero afirmó: «Escribí esa canción cuando tenía 17 años, después de mi primer amor, una historia loca. Había idealizado mucho esa relación. Y esa rima allí era una hipérbole, una metáfora extrema. Incluso en su momento quienes trabajaron conmigo me dijeron que era demasiado, pero siempre me mantuve fiel al momento de la escritura. [...] Me sentí incómodo cantando esa rima y pensé en diez frases diferentes para reemplazarla. Luego, durante la presentación en vivo, mi cerebro se apagó y esa nueva rima me llegó espontáneamente. Ha habido quienes me han acusado de someterme a la censura o de buscar el consenso popular. Nunca cambiaría el texto porque respeto a la persona que lo escribió. Pero tuve la madurez emocional para pensar que estaba mal cantar esa canción de esa manera".

## Discografía
- 2023 – Gira, il mondo gira (con JVLI)
- 2024 – Tutta vita (con JVLI)

## Giras
- 2023 – Il mondo gira tour
- 2024/25 – Lo rifarò, lo rifaremo tour
- 2025 – Tutta vita tour

## Participación en certámenes de canto
- Festival de San Remo (Rai 1)
  - 2023 – 24.º puesto con Polvere.
  - 2025 – Sección “Campeones” con Balorda nostalgia.
- Sanremo Giovani (Rai 1)
  - 2022 – 2.º puesto con L'anima balla.

## Premios
- MTV New Generation
  - 2021 – Nominación al Artista del Mes por Lego.[17][18]

- Sanremo Giovani
  - 2022 – Segundo puesto en la decimosexta edición para L'anima balla.[20]